# Hispanoamericanismo
El hispanoamericanismo se refiere a la doctrina política y filosófica que propende a la unión lingüística y cultural de todos los pueblos hispanoamericanos, difundida entre los intelectuales españoles e hispanoamericanos especialmente durante los años de 1898 a 1930. Tiene su origen en la obra de Marcelino Menéndez Pelayo y fue desarrollado por Ramiro de Maeztu, Zacarías de Vizcarra y Manuel García Morente, en su vertiente conservadora, y por Rafael Altamira, Adolfo González-Posada y Rafael María de Labra, en su vertiente liberal. La especificidad del término hispanoamericanismo está dada en que asocia a las naciones que formaron parte del imperio español en América y España, en tanto el latinoamericanismo vincula los pueblos americanos por su tradición lingüística latina incluyendo así a naciones de tradición lusófona e incluso francófona.

## Definición
No existe un consenso entre los historiadores respecto a cómo puede definirse el hispanoamericanismo. Siguiendo la definición dada por Felipe Gracia este se puede entender como:

un movimiento ideológico, político e intelectual propugnado por las elites intelectuales españolas con la réplica y apoyo de sus homólogos americanos. Su objetivo era la afirmación y consolidación de una comunidad cultural transnacional, en la creencia de que existía una continuidad cultural entre España y América que la separación y disgregación política provocada por la Independencia no había podido romper.

Los promotores del hispanoamericanismo consideraban la existencia de ciertos elementos unificadores que persistían en las historias nacionales de las antiguas colonias hispánicas en América: una historia común marcada por tres siglos de dominio hispano, la lengua castellana, la religión católica, la herencia de la raza española y una civilización compartida. Así queda manifiesto en la Enciclopedia Universal Ilustrada Europeo-Americana de 1923:

Denominase de este modo la tendencia y aspiración a una íntima unión entre España y las Repúblicas hispanoamericanas, unidas ya por la comunidad de orígenes, religión, lengua, tradiciones y costumbres, y consistente en una especie de confederación-alianza, en pie de igualdad, pero con la supremacía de honor para España, como madre común, que trascienda al orden social, jurídico y económico.

Fue además un término con valor político puesto que justificó una serie de tratados que se llevaron a cabo desde mediados del siglo XIX entre las naciones americanas y España, aunque nunca se buscó la reincorporación política de los países americanos a España o la superioridad de una nación sobre otra. El objetivo de los intelectuales hispanoamericanistas fue impulsar el consenso nacional al interior de España eliminando el lastre del pasado imperial y propender por llevar al país hispánico al nivel de las naciones desarrolladas. 

El fundamento filosófico del hispanoamericanismo fue el Krausismo y el positivismo. El krausismo influyó en tanto los hispanoamericanistas entendieron que existía una especie de hermandad armónica entre los pueblos de cultura común, aunque con un sentido elitista en el cual la nación más adelantada (en este caso España) debería guiar a las demás. La influencia del positivismo estuvo dada por el hincapié otorgado a la comunidad de la lengua, el derecho y la filosofía; así como por constituirse en un puente de pensamiento común para los intelectuales españoles y americanos. Esta vinculación la manifestó José Martí en la Conferencia de la Sociedad Literaria Hispano-Americana de Nueva York de 1889 cuando dijo: "Nuestra América de hoy, heroica y trabajadora a la vez, grande y vigilante, con Bolívar de un brazo y Herbert Spencer de otro"

## Diferencias con el latinoamericanismo, el panamericanismo, el panhispanismo y el hispanismo
El latinoamericanismo, panamericanismo e hispanoamericanismo han sido movimientos ideológicos que buscar nombrar y unificar los países formados a partir de la disolución de las colonias europeas en el continente americano, sin embargo las diferencias provienen de su contexto de origen y criterio de unificación. 
El panamericanismo fue una propuesta política que surge a finales del siglo XIX desde Estados Unidos que tiene como fundamento la integración económica, política y cultural de los países americanos bajo la égida de Estados Unidos, en este sentido se diferencia del hispanoamericanismo en tanto excluye a España y la tradición española del sentido de articulación. El panamericanismo no pone énfasis en la tradición, como lo hace el hispanoamericanismo, sino en la integración mercantil, pero a diferencia del hispanoamericanismo logra su consolidación en una institución con validez internacional como es la Organización de los Estados Americanos con sede en Washington D. C.
El latinoamericanismo comprende la hermandad de las naciones americanas cuya raíz cultural es de origen latino, si bien ha dado pie a ciertas divisiones como lusoamericanismo, francoamericanismo, italoamericanismo y el mismo hispanoamericanismo. El latinoamericanismo es su sentido más amplio se considera de raíz bolivariana y su propósito es la unidad de todas las naciones que fueron colonias españolas, portuguesas y francesas hasta la última década del siglo XIX. Su sentido es anticolonial, por lo que la unidad de las naciones latinoamericanas sería la forma de impedir cualquier tipo de colonialismo a partir de una integración política y cultural, esto conllevó a un enfrentamiento entre los hispanoamericanistas y latinoamericanistas en tanto los segundos cortaron los lazos de paternidad con España, una exaltación por lo americano, indígena. 
Para hispanoamericanistas como Avelino Gutiérrez tanto el panamericanismo como el latinoamericanismo eran nocivos para las naciones americanas, desde una columna en el diario El Sol de Madrid escribiría en 1925 diría que el panamericanismo y el latinoamericanismo: “Son expresiones que responden a conceptos distintos, derivados de realidades diferentes, y que, no obstante, considerados aisladamente, tienden cada uno de ellos a un fin similar: Todos son nacionalistas, egoístas.” Según Gutiérrez, el panamericanismo escondía en realidad el eslogan de “América para los norteamericanos”, esto es, una manera de velar la verdadera intención de la intervención estadounidense en América Latina. Con respecto al latinoamericanismo, si bien encontraba que su fundamento era más sólido al estar basado en la unidad lingüística, no hallaba un valor concreto en la unidad con las tradiciones lusitanas y francesas, y en cambio encontraba un problema concreto: “la expresión de latinoamericanismo, dicha por franceses, tiene el valor íntimo de América que habla español y portugués, para Francia. Latinoamérica, en boca de Francia, significa Latinoamérica para los franceses, y de igual modo, Latinoamérica en boca de Italia, significa Latinoamérica para los italianos.”
El Panhispanismo es un término que haría referencia a una unión de los países castellanohablantes, de índole cultural, económica y política, según Fernando Ortiz; asignándosele una connotación de oposición a la expansión estadounidense y en general a la influencia anglosajona en los países hispanoamericanos. El origen de este movimiento es retrotraído por Mark J. Van Aken hasta la década de 1830, para desarrollarse a mediados de siglo en publicaciones españolas como La América, en la que se hacía apología de la idea de «Unión Hispánica», o Revista Española de Ambos Mundos; llegándose a dotar a esta unión hispana frente a los Estados Unidos de componentes raciales. El panhispanismo, que habría sido defendido por el argentino Manuel Ugarte, ha sido tratado por autores como Francisco V. Silva, en su libro Reparto de América española y panhispanismo o Fernando Ortiz, en La Reconquista de América. Reflexiones sobre el Panhispanismo, entre otros. Ha sido también descrito como una rama del hispanoamericanismo, de la cual habría brotado la idea de la hispanidad, a partir de una «interpretación radical y metahistórica» del panhispanismo. El concepto ha sido usado también en clave principalmente lingüística, en relación con la unidad de la lengua española. Miguel Sáenz centra la aparición de esta interpretación en 1963, en un congreso hispanoamericano celebrado en Madrid, bajo el nombre «Presente y futuro de la lengua española». En relación con esta idea han surgido conceptos como la «política lingüística panhispánica», de la que es partícipe la Asociación de Academias de la Lengua Española (ASALE).
El hispanismo representa una exaltación de la cultura hispánica, mas no involucra la unidad política o económica de las naciones americanas, aunque la ideología del hispanoamericanismo es claramente hispanista ya que encuentra en esa nación el ideal cultural para toda América. En general se considera que todo el que estudie aspectos relacionados con la cultura española es un hispanista, aunque su forma dentro del hispanoamericanismo haya sido como medio para oponerse a la intervención norteamericana y la influencia del socialismo francés.

## Historia
Con las firmas de los tratados que reconocieron la soberanía de las naciones americanas que se independizaron del Imperio Español comenzó un movimiento intelectual en ambas partes del Atlántico que buscó la intensificación de las relaciones entre España y los países hispanoamericanos. Una de las evidencias tempranas de este movimiento fue el Plan de Reconciliación entre España y América redactado por el neogranadino Francisco Antonio Zea en Madrid en 1820, el cual proponía el reconocimiento gradual de la emancipación de América y la conformación de una confederación hispánica para proteger el ámbito hispanoamericano de las amenazas extranjeras.

Si bien durante todo el siglo XIX se presentaron manifestaciones hispanoamericanistas fue la celebración del IV Centenario del Descubrimiento de América en 1892 lo que significó para muchas naciones hispanoamericanas la reivindicación de una historia, lengua, religión y civilización común heredada del Imperio Español, matizando la leyenda negra y resaltando la necesidad de hermanar a las naciones de Hispanoamérica. La celebración del centenario colombino fue promovida por España como una forma de confrontar la visión panamericana que venía fortaleciéndose desde los Estados Unidos. 

El hispanoamericanismo como movimiento ideológico se vería fortalecido por la derrota española en la Guerra hispano-americana en 1898, ya que impulsó la solidaridad de los intelectuales hispanoamericanos para proteger sus naciones ante lo que se consideraba el avance del Imperialismo estadounidense. Desde España la invasión norteamericana en las colonias hispanas en América exacerbó el espíritu nacionalista español, pero así mismo el patriotismo cubano y la solidaridad de las naciones americanas con quienes consideraban parte de una misma “raza”. Después de la guerra y la pérdida de la totalidad de los dominios hispánicos en América algunos intelectuales asumieron una posición de solidaridad con España, rechazo al intervencionismo estadounidense, pero así mismo la reivindicación de Hispanoamérica como una sola patria hermanada por la historia en la que ningún español se sentiría extranjero. Todo este movimiento intelectual se comenzaría a concretar desde 1900 con la organización del Congreso Económico y Social Hispanoamericano y la creación de institutos para fomentar la cultura hispana, en especial las diferentes academias de la lengua española en los diferentes países de Latinoamérica.

Este movimiento pierde fuerza después de la Guerra Civil Española cuando desde España el Franquismo reemplaza el hispanoamericanismo de tradición liberal con el panhispanismo, una doctrina filosófica que sostenía la unión espiritual inquebrantable entre las naciones hispanoamericanas fundamentada en la religión católica, la reivindicación del pasado colonial y el reconocimiento de la superioridad moral de España por sobre las naciones americanas. 

## Publicaciones

### Periódicos y revistas

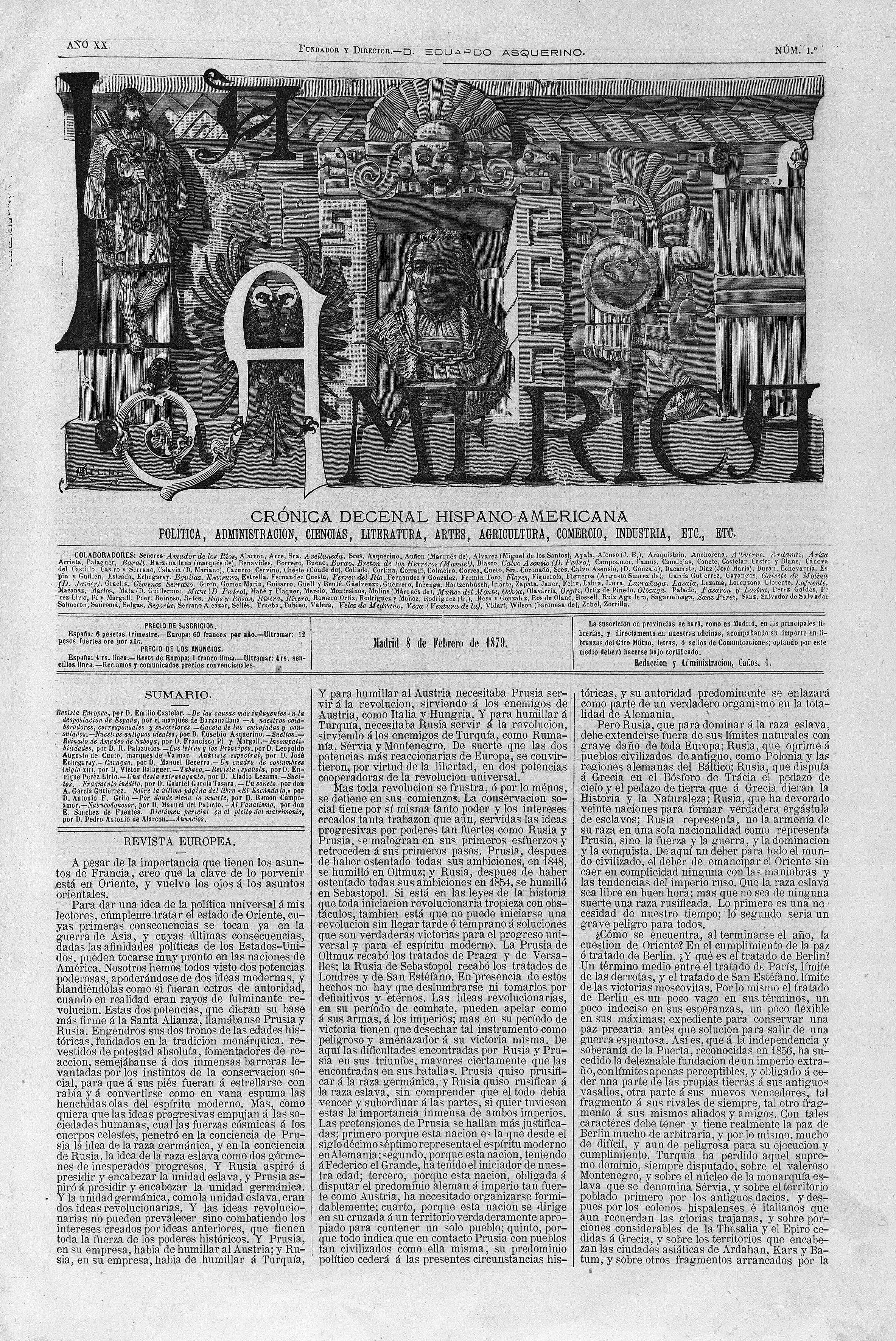
Página tres de La América : crónica hispano-americana, Año XX, Tomo XX, Número 1, 8 de febrero de 1879

El hispanoamericanismo se difundió en buena medida a través de publicaciones periódicas publicadas por liberales españoles. Algunos de los títulos más relevantes son:
- La América, crónica hispanoamericana (1857-1874, 1879-1886)
- Revista española de ambos mundos (1853-1855)
- El Museo Universal (1857-1869)
- Revista hispano-americana (1864-1867)
- La Ilustración Española y Americana (1868-1921)
- El Correo de España (1870-1872)
- Revista hispano-americana (1881-1882)
- La Unión Iberoamericana (1886-1926)[16]
- El Centenario (1892-1894).[17]
- Unión Hispano-Americana(1916)[18]
- La Raza Latina (1894)[19]

## Organizaciones y eventos
Basados en la creencia de una raza común, que no era simplemente similitudes fenotípicas sino espirituales, en España y América los hispanoamericanistas establecieron organizaciones, eventos y fechas conmemorativas. El establecimiento de la Unión Iberoamericana en 1885 fue el primer hecho general importante y que tuvo una publicación difusora por más de 40 años. Un segundo momento relevante fue la celebración del IV Centenario del Descubrimiento de América en 1892, que sirvió como eje de acercamiento cultural entre los países. Ese mismo año se estableció en España el 12 de octubre como día de la raza, fecha adoptada posteriormente por los países americanos. Igualmente, para esa ocasión se dio un suceso curioso: el presidente de Colombia compró un tesoro de oro precolombino (Tesoro Quimbaya) con el fin de regalarlo al gobierno español para la conmemoración. En 1900 el Congreso Social y Económico Hispanoamericano constituyó un marco para los esfuerzos de España por consolidar los lazos culturales y comerciales con América Latina. Fue organizado por la Sociedad Unión Iberoamericana con el apoyo del gobierno español. Tres lemas resumen muy bien su filosofía y la del hispanoamericanismo: “La sangre que nos une”, “La palabra que nos enlaza” y “El comercio que estrecha el océano que nos divide”

La actividad académica también fue bastante notable, especialmente desde España. En ella se enmarca la séptima versión del Congreso de Americanistas celebrado en 1892 en Huelva. Para promover estudios y actividades académicas se fundaron, entre otras instituciones, la Academia Hispanoamericana de Ciencias y Artes de Cádiz (1909), la Casa de América de Barcelona (1911) por fusión de la Sociedad Libre de Estudios Americanistas y el Club Americano, y el Centro de Cultura Hispanoamericana de Madrid (1911). Por estos mismos años se celebraron distintos congresos de historia, de literatura y de comercio que congregaron a personajes de ambos lados del Atlántico.

Al ser la lengua uno de los principales fundamentos del hispanoamericanismo, el castellano fue objeto de interés y exaltación, aunque no exento de conflictos entre españoles y americanos por su gramaticismo exagerado. Desató dos manifestaciones importantes: los estudios filológicos y la literatura. En lo primero se destacó la labor de dos filólogos colombianos Rufino José Cuervo (quien inició el Diccionario de construcción y régimen de la lengua castellana) y Miguel Antonio Caro, director de la Academia Colombiana de la Lengua y traductor de varios autores clásicos. Entre los escritores resaltaron el peruano Ricardo Palma, el guatemalteco Antonio Batres Jáuregui y el nicaragüense Rubén Darío. Especialmente este último destacó como uno de los fundadores del Modernismo, corriente artística que tendría fundamento y vinculación con el hispanoamericanismo al menos en su rama literaria y que el nicaragüense mostraría en varios de sus escritos. 

En este doble marco se presentaron dos oleadas de fundación de academias de la lengua en cada uno de los países de América Latina. Siendo la primera en formarse la Academia Colombiana de la Lengua (1871), hasta 1931 se habían fundado 17 de estas por toda América:

- Academia Colombiana de la Lengua (1871)
- Academia Ecuatoriana de la Lengua (1874)
- Academia Mexicana de la Lengua (1875)
- Academia Salvadoreña de la Lengua (1875)
- Academia Venezolana de la Lengua (1883)
- Academia Chilena de la Lengua (1885)
- Academia Peruana de la Lengua (1887)
- Academia Guatemalteca de la Lengua (1887)
- Academia Costarricense de la Lengua (1923)
- Academia Filipina de la Lengua Española (1924)
- Academia Panameña de la Lengua (1926)
- Academia Cubana de la Lengua (1926)
- Academia Paraguaya de la Lengua Española (1927)
- Academia Boliviana de la Lengua (1927)
- Academia Dominicana de la Lengua (1927)
- Academia Nicaragüense de la Lengua (1928)
- Academia Argentina de Letras (1931)

## Personas destacadas
Al haber sido una tendencia de pensamiento con diversas expresiones no hay representantes típicamente hispanoamericanistas como tales. Sin embargo, hubo diversos personajes que en distintas labores o contribuciones se les puede considerar vinculados al hispanoamericanismo o enmarcados en el mismo. No obstante, cabe volver a mencionar a los filólogos colombianos Rufino José Cuervo y Miguel Antonio Caro; en la literatura a los dos literatos centroamericanos Rubén Darío y Antonio Batres Jáuregui y a Ricardo Palma. Tal vez el personaje más integral y representativo por su pensamiento, obra intelectual y labor diplomática fue el español Rafael Altamira y Crevea quien puede ser considerado el principal promotor del hispanoamericanismo y contemporáneo a la época de mayor vigor de la corriente. 
| Hispanoamericanistas destacados | Hispanoamericanistas destacados | Hispanoamericanistas destacados | Hispanoamericanistas destacados | Hispanoamericanistas destacados                                                              |
| Nombre                          | País                            | Nacimiento                      | Defunción                       | Actividad                                                                                    |
| ------------------------------- | ------------------------------- | ------------------------------- | ------------------------------- | -------------------------------------------------------------------------------------------- |
| Rufino José Cuervo              | Colombia                        | 1844                            | 1911                            | Filólogo                                                                                     |
| Miguel Antonio Caro             | Colombia                        | 1843                            | 1909                            | Filólogo                                                                                     |
| Rafael Altamira y Crevea        | España                          | 1866                            | 1951                            | Humanista, historiador y jurista. Uno de los principales promotores del hispanoamericanismo. |
| Adolfo González Posada          | España                          | 1860                            | 1944                            | Jurista y escritor                                                                           |
| Segismundo Moret                | España                          | 1833                            | 1913                            | Político y escritor                                                                          |
| Miguel Cané                     | Uruguay                         | 1851                            | 1905                            | Escritor y político                                                                          |
| Juan Zorrilla de San Martín     | Uruguay                         | 1855                            | 1931                            | Escritor, periodista y diplomático                                                           |
| Emilio Castelar y Ripoll        | España                          | 1832                            | 1899                            | Político y escritor                                                                          |
| Bruno Zaldo                     |                                 | 1836                            | 1916                            | Comerciante, financiero y político                                                           |
| Antonio Batres Jáuregui         | Guatemala                       | 1847                            | 1929                            | Diplomático, ministro, historiador, ensayista, cuentista, orador y filólogo                  |
| Rubén Darío                     | Nicaragua                       | 1867                            | 1916                            | Poeta, periodista y diplomático                                                              |
| José Victorino Lastarria        | Chile                           | 1817                            | 1888                            | Escritor y político                                                                          |
| Ricardo Palma                   | Perú                            | 1833                            | 1919                            | Escritor y político                                                                          |
| Francisco Sosa Escalante        | México                          | 1848                            | 1925                            | Escritor y periodista                                                                        |
| Francisco G. Cosmes             | México Alemania                 | 1850                            | 1907                            | Periodista, historiador y político                                                           |
| Justo Sierra                    | México                          | 1848                            | 1912                            | Escritor, historiador, político y periodista                                                 |
| Vicente Riva Palacio            | México                          | 1832                            | 1896                            | Político, militar, jurista y escritor                                                        |
| José María Vigil                | México                          | 1829                            | 1909                            | Escritor, político y académico                                                               |